# Heukelom (België)
Heukelom is een gehucht van Vroenhoven, een deelgemeente van de Belgische gemeente Riemst.
De bebouwing van Heukelom sluit in het westen aan bij de bebouwing van de deelgemeente Riemst, hoewel het gehucht behoort tot Vroenhoven dat zo'n twee kilometer ten oosten van Heukelom ligt. In 2016 telde Heukelom 203 inwoners. In het midden van de 20e eeuw werden bij opgravingen in de buurt van Heukelom enkele belangrijk vondsten gedaan. Men heeft resten opgegraven van een nederzetting van bandkeramiekers (ca. 5000 tot 3000 voor Christus). Daarnaast zijn er ook overblijfselen gevonden van de Romeinse aanwezigheid in de streek. Het traject van de Via Belgica tussen Tongeren en Maastricht liep ten noorden van het huidige gehucht.

Heukelom heeft een eigen watertoren, vastgesteld als bouwkundig erfgoed. De watertoren werd gebouwd in 1930 voor de openbare watervoorziening. Dit is een sobere watertoren in betonskeletbouw, aansluitend bij de Hennebique-bouwwijze, een type kenmerkend voor de bouwperiode. De  locatie op een plateau in een ruim open agrarisch gebied maakt de watertoren van Heukelom zo specifiek als baken. 

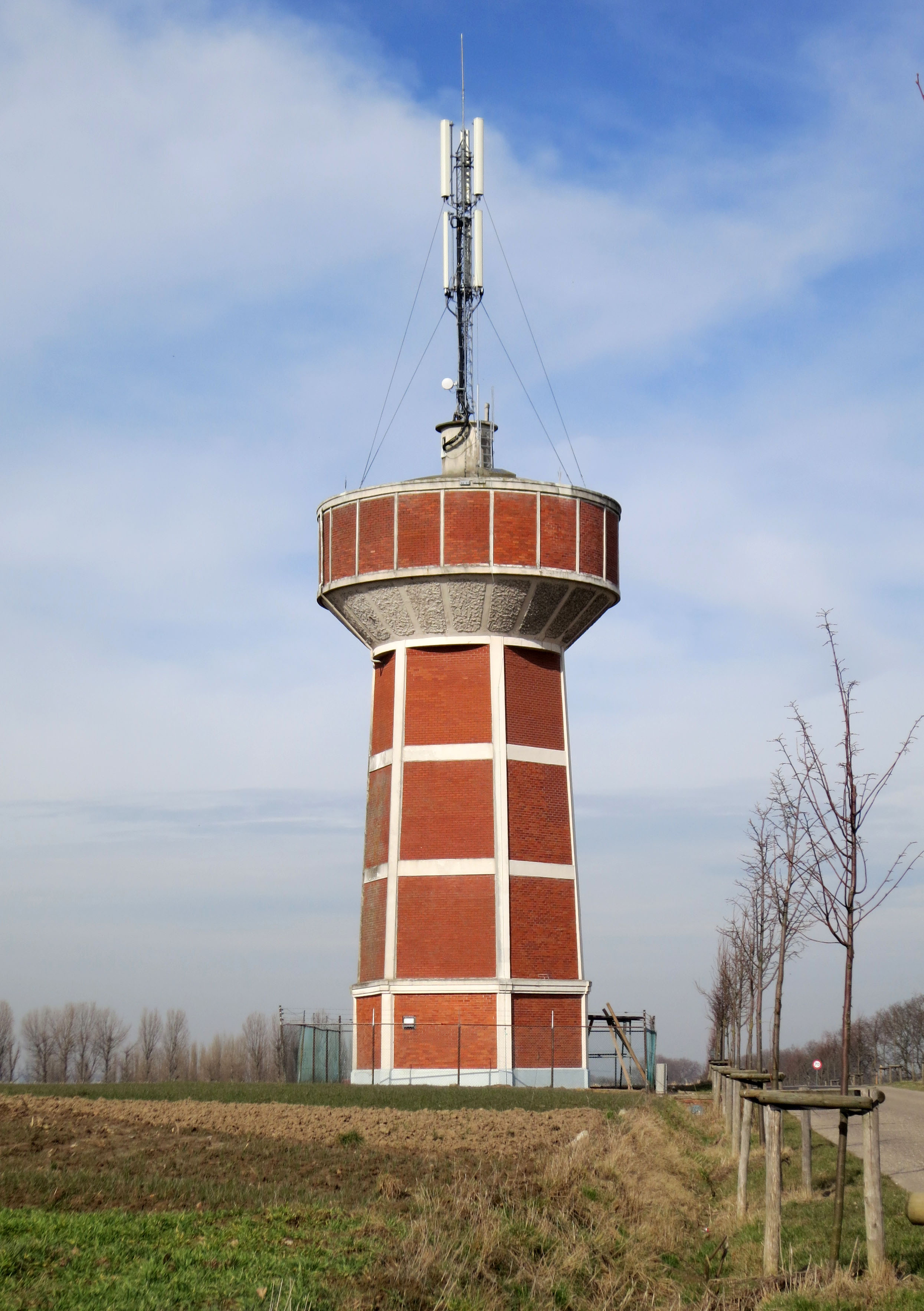
Watertoren van Heukelom
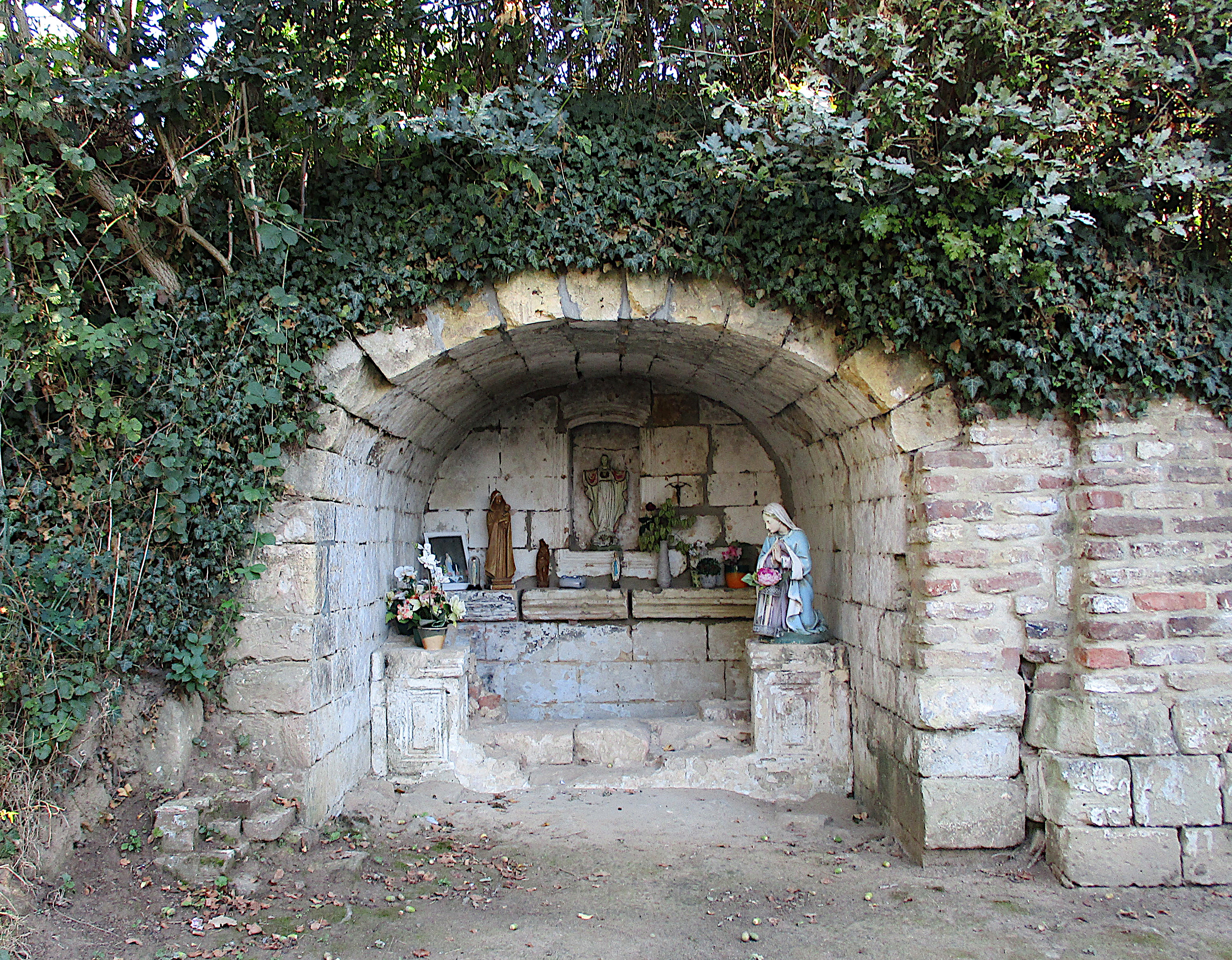
Uitgegraven kapel in mergelsteen

Deelgemeenten: Genoelselderen · Herderen · Kanne · Membruggen · Millen · Riemst · Val-Meer · Vlijtingen · Vroenhoven · Zichen-Zussen-Bolder

Overige kernen: Bolder · Dries · Elst · Heukelom · Klein-Membruggen · Lafelt · Meer · Val · Zichen · Zussen

Belgische gemeenten · Arrondissement Tongeren · Limburg · Vlaanderen